# Takara Rjóko
Takara Rjóko (高良 亮子; Hepburn: Takara Ryoko) (Naha, 1990. április 9. –) japán válogatott labdarúgó.

## Klub
A labdarúgást az INAC Kobe Leonessa csapatában kezdte. 2009 és 2012 között az INAC Kobe Leonessa csapatában játszott. 41 bajnoki mérkőzésen lépett pályára és 2 gólt szerzett. 2013-ban a Vegalta Sendai csapatához szerződött. 71 bajnoki mérkőzésen lépett pályára és 4 gólt szerzett. 2017-ben a LSK Kvinner csapatához szerződött. 2017-ben vonult vissza.

## Nemzeti válogatott
2013-ban debütált a japán válogatottban. A japán válogatottban 3 mérkőzést játszott.

## Statisztika
| Japán válogatott | Japán válogatott | Japán válogatott |
| Időszak          | Mérk.            | gól              |
| ---------------- | ---------------- | ---------------- |
| 2013             | 1                | 0                |
| 2014             | 0                | 0                |
| 2015             | 2                | 0                |
| Összesen         | 3                | 0                |

## Sikerei, díjai
Klub
- Japán bajnokság: 2011, 2012